# Stjepan IV., hrvatsko-ugarski kralj
Stjepan IV (mađ. IV Istvan) (o. 1132. – Zemun, 11. travnja 1165.), hrvatsko-ugarski kralj (1163.) iz dinastije Arpadovića.
Bio je sin kralja Bele II. Slijepog (1131. – 1141.) i Jelene, kćeri srpskog velikog župana Uroša I. Nakon očeve smrti, vlast je naslijedio Stjepanov najstariji brat Gejza II. (1141. – 1162.). Srednji brat Ladislav dobio je na upravu Bosnu, a najmlađi, Stjepan baštinio je titulu hrvatskog hercega i upravu nad Hrvatskom. Kada je kralj Gejza uzeo za svog suvladara najstarijeg sina Stjepana, nastao je sukob među braćom, jer se nastao problem oko toga nasljeđuje li kraljevsku krunu najstariji član dinastije ili kraljev najstariji sin. Kako se u prijestolonasljedni sukob uključio i Bizant, Stjepan i njegov stariji brat Ladislav našli su utočište na carskom dvoru u Carigradu, gdje su zatražili pomoć bizantskog cara Manuela I. Komnena (1143. – 1180.). Tijekom boravka u Bizantu, kraljević Stjepan se vjenčao za carevu rođakinju Mariju, no par nije imao djece.
Godine 1162. umro je iznenada kralj Gejza II., a nasljedio ga je najstariji sin 15-godišnji Stjepan III. Čim je to saznao, bizantski je car s velikom vojskom i pretendentom Stjepanom pohrlio u Ugarsku. Država se podijelila na probizantsku stranku, koja je podržavala stričeve i zapadnjačku, koja je podupirala mladog kralja Stjepana III. Bizantska stranka je sve više jačala, pa je mladi kralj Stjepan III. na kraju morao pobjeći u Austriju.
Car Manuel I. je želio da novi kralj postane mlađi brat Stjepan, jer je bio oženjen carevom rođakinjom, no ugarsko i hrvatsko plemstvo je, pozivajući se na načelo seniorata i bojeći se bizantskog utjecaja, izabralo starijeg Stjepanovog brata Ladislava II. (1162. – 1163.) za novog kralja, a Stjepana su priznali za prijestolonasljednika. Ladislav se naime nije želio oženiti i ostati u Bizantu kako ne bi pokvario šanse da nasljedi krunu. Međutim, nakon kratke vladavine od šest mjeseci, umro je 1163. godine, pa ga je ipak nasljedio brat Stjepan IV.
Zbog njegove loše vladavine i vođenja probizantske politike u zemlji je ubrzo izbilo veliko nezadovoljstvo. Kralj se obratio za pomoć svom zaštitniku caru Manuelu I. Komnena, a ovaj mu je poslao vojsku, kojom je Stjepan IV. suzbio nezadovoljnike. Stjepan IV. se počeo osjećati sigurnim, te se zahvalio caru na pomoći i raspustio vojsku. No stranka njegova nećaka Stjepana III. je ponovno ojačala. U bitki kod Stolnog Biograda, 19. lipnja 1163. godine, pobijedio ga je i zarobio nećak, čime je završila njegova vladavina u Hrvatskoj i Ugarskoj. Kralj Stjepan III. se ponovno vratio na vlast, a Stjepana IV. je pustio na slobodu na nagovor ostrogonskog nadbiskupa Luke. 
Svrgnuti Stjepan IV. je pobjegao u Bizant potražiti pomoć. Ne postigavši ništa, obratio se njemačko-rimskom caru Fridriku I. Barbarossi i ponudio da mu bude vazal, no car je to odbio. Potom se obratio pristaši bizantske stranke bosanskom banu Boriću, koji se odbio pokoriti Stjepanu III. Mladi je kralj na Bosnu poslao vojsku, koja je porazila bosanskog bana i prisilila ga da ponovno prizna hrvatsko-ugarsku vlast. Stjepan IV. ponovno je odlučio potražiti pomoć kod njemačkog cara, ali bez uspjeha, pa se vratio u Bizant. 
Car Manuel je uvidio da je Stjepana III. priznala cijela država, te ga je prihvatio za kralja i ponudio mir pod uvjetom da mu preda Srijem, svog mlađeg brata hercega Belu na odgoj u Bizant, te Belinu baštinu, odnosno Dalmaciju i Hrvatsku južno od Velebita. Bela je došao u Carigrad, a car mu je promijenio ime u Aleksije, zaručio ga sa svojom kćeri Marijom, te ga je imenovao svojim nasljednikom, jer u to doba još nije imao sina. Kada je Stjepan III. odbio predati tražena područja, izbio je rat. 
Saznavši za to provalio je Stjepan IV. na svoju ruku u Ugarsku, ali ga je od propasti spasila bizantska vojska. Mir je ubrzo sklopljen pod istim uvjetima, koje je kralj prije odbio, no ponovno je buknuo zbog Srijema. Naime Stjepan IV. je provalio u Srijem, ali ga je hrvatsko-ugarska vojska porazila. Stjepan IV. se sklonio u Zemun, koji su opsjele ugarsko-hrvatske čete.
Stjepan IV. je umro za trajanja opsade 11. travnja 1165.

## Vanjske poveznice
- Stjepan IV. Arpadović - Proleksis enciklopedija (hrv.)

| Prethodnik:                  | Stjepan IV. (1163. - 1163.) | Nasljednik:                  |
| Ladislav II. (1162. - 1163.) | Stjepan IV. (1163. - 1163.) | Stjepan III. (1163. - 1172.) |